# Państwowe Gimnazjum Polskie w Rēzekne
Państwowe Gimnazjum Polskie w Rēzekne (łot. Rēzeknes valsts poļu ģimnāzija) – szkoła średnia w Rzeżycy na Łotwie, działająca w systemie bilingwalnym, jedyna polska szkoła w tym mieście.

## Historia i współczesność
Przed II wojną światową w Rzeżycy istniało gimnazjum, którym kierowała polska aktywistka Olga Tallat-Kiełpsz. Placówka została zamknięta w 1941 roku. Po ponownym włączeniu Łotwy w skład Związku Sowieckiego po 1945 roku nie istniała ani jedna polska szkoła w mieście. Polskość w Rzeżycy odrodziła się na przełomie lat osiemdziesiątych i dziewięćdziesiątych XX wieku.
Polska szkoła początkowa w Rzeżycy została otwarta 1 września 1993 roku przy ulicy Kaļķu 12. Uczyło się w niej wówczas 22 uczniów. W marcu 1997 roku szkoła była akredytowana jako szkoła podstawowa i przeniosła swoją siedzibę do przebudowanych pomieszczeń przedszkola przy Lubānas ielā 49, gdzie znajduje się do dziś We wrześniu 2002 roku placówkę przekształcono w szkołę średnią, zaś w czerwcu 2010 roku przywrócono jej przedwojenną nazwę Państwowe Gimnazjum Polskie w Rēzekne.
W szkole pracują zarówno nauczyciele miejscowi, jak i przesłani przez Ośrodek Rozwoju Polskiej Edukacji Zagranicą w Warszawie. Zajęcia w szkole są prowadzone po polsku i łotewsku, język rosyjski jest zaś przedmiotem dodatkowym. Wieloletnią dyrektorką placówki, od początku jej funkcjonowania, była Walentyna Szydłowska. Na początku 2020 roku zastąpiła ją w tej funkcji nauczycielka szkoły Olga Burowa.
Placówka funkcjonuje pod patronatem Kuratorium Miasta Rēzekne, na podstawie umowy polsko-łotewskiej o szkolnictwie. Obecnie w szkole uczy się 600 uczniów, pracuje 61 nauczycieli. Gimnazjum aktywnie realizuje projekty Unii Europejskiej. Uważane jest za jedną z najlepszych szkół w skali kraju.